# Lucy Show
Lucy Show (originaltitel: I Love Lucy) er en sitcom der startede 15. oktober 1951 og sidste afsnit blev sendt 6. maj 1957 i USA på kanalen CBS. I Danmark blev Lucy Show sendt på DR i perioden 1964-67 og igen i 1974-75. Serien var én af de mest populære i amerikansk tv-historie.
Serien fortæller om ægteskabet mellem den rødhårede Lucy Ricardo (Lucille Ball), en hjemmegående husmor, og Ricky Ricardo (Desi Arnaz), en cubansk orkesterleder, der bor i New York City. Deres bedste venner, Fred og Ethel Mertz (William Frawley, Vivian Vance), som er Lucy og Rickys udlejere, medvirker også i serien.
Lucille Ball medvirkede i to andre serier efter "Lucy Show" (den første hed faktisk "The Lucy Show" i USA), men ingen af dem blev sendt i Danmark.

## Personer
- Lucy Ricardo – Lucille Ball
- Ricky Ricardo – Desi Arnaz
- Fred Mertz – William Frawley
- Ethel Mertz – Vivian Vance